# オケンド級駆逐艦
オケンド級駆逐艦（スペイン語: destructores clase Oquendo）は、スペイン海軍が運用していた駆逐艦の艦級。2・3番艦は、建造途上で大幅に改設計されて完成したことから、ロヘル・デ・ラウリア級として区別することもある。

## 設計
元来の設計は、フランス海軍が第二次世界大戦前に建造していたル・アルディ級駆逐艦の発展型をベースとして、イギリス製の装備を搭載する計画であった。機関も戦前世代のフランス式で、蒸気圧力40 kgf/cm2 (570 lbf/in2)、温度375℃のボイラーと、ラトー・ブルターニュ式蒸気タービンを搭載して竣工した。
しかしネームシップの海上公試で、深刻な復原性の問題が明らかになった。これは極めて危険なレベルのものであり、同艦は固定バラストの搭載と3番砲塔の撤去などの改装を受けた。これによって基準排水量は2,582トン、満載排水量は3,005トンに増大する一方、速力は32.4ノットと大幅に低下した。
また2・3番艦は既にいったん進水していたが、再び船台の上に戻されて、全長・全幅・喫水の全てを増加させるなど、ほぼ作り直しに近いほどの改設計を受けることになった。またこれとあわせて、装備についても、米西防衛協定 (マドリード協定)を受けて供与されはじめたアメリカ製のものに変更されたが、これはおおむね、アメリカ海軍のギアリング級駆逐艦がFRAM-II改修で搭載したものに匹敵するものであった。

### 諸元表
|          | 1番艦                      | 2・3番艦                       |
| -------- | -------------------------- | ------------------------------ |
| 排水量   | 基準：2,050 t              | 基準：3,012 t                  |
| 排水量   | 満載：2,765 t              | 満載：3,785 t                  |
| 全長     | 110.8 m                    | 119.3 m                        |
| 全幅     | 11.1 m                     | 13 m                           |
| 吃水     | 3.6 m                      | 5.6 m                          |
| 機関     | 3胴式ボイラー×3缶          | 3胴式ボイラー×3缶              |
| 機関     | 蒸気タービン×2基           |                                |
| 機関     | スクリュープロペラ×2軸     |                                |
| 機関出力 | 60,000 shp                 | 60,000 shp                     |
| 速力     | 39 kt                      | 31 kt                          |
| 燃料     | 700 t                      | 700 t                          |
| 航続距離 | 4,500海里 (15kt巡航時)     | 4,500海里 (15kt巡航時)         |
| 乗員     | 267名                      | 318名                          |
| 兵装     | 50口径4.7インチ連装砲×3基  | 38口径5インチ連装砲×3基        |
| 兵装     | 70口径40mm単装機銃×6基     | －                             |
| 兵装     | 20mm単装機銃×4基           | －                             |
| 兵装     | ヘッジホッグ対潜迫撃砲×2基 | 533mm魚雷発射管×2基 (Mk.37用)  |
| 兵装     | 短魚雷落射機×2基 (Mk.32用) | 3連装短魚雷発射管 (Mk.44用)    |
| 艦載機   | －                         | ヒューズ 500MDヘリコプター×1機 |
| レーダー | SNW-10 対空捜索用          | AN/SPS-40 対空捜索用           |
| レーダー | 293型 対空対水上用         | AN/SPS-10 対水上捜索用         |
| レーダー | 275型 砲射撃指揮用         | Mk.25 砲射撃指揮用             |
| レーダー | 262型 砲射撃指揮用         | Mk.35 砲射撃指揮用             |
| ソナー   | QHB 船底装備式             | AN/SQS-32 船底装備式           |
| ソナー   | －                         | AN/SQA-10 可変深度式           |
| 電子戦   | －                         | AN/WLR-1 ESM                   |

## 同型艦

### 一覧表
| #    | 艦名                                                | 起工      | 進水                                     | 竣工      | 退役       |
| ---- | --------------------------------------------------- | --------- | ---------------------------------------- | --------- | ---------- |
| D 41 | オケンド Oquendo                                    | 1951年6月 | 1956年9月                                | 1960年9月 | 1978年     |
| D 42 | ロヘル・デ・ラウリア Roger de Lauria                | 1951年9月 | 1958年11月 (原設計) 1967年8月 (改設計後) | 1969年5月 | 1982年     |
| D 43 | マルケス・デ・ラ・エンセナダ Marques de la Ensenada | 1951年9月 | 1959年7月 (原設計) 1968年3月 (改設計後)  | 1970年9月 | 1988年11月 |

### 運用史
1947年から1948年にかけて9隻が発注されたものの、1953年にアメリカ合衆国との間で米西防衛協定 (マドリード協定)が締結されてアメリカ海軍艦の供与を受けられる目処が立ったことから、同年に6隻がキャンセルされ、実際の建造数は3隻に留まった。3隻ともバサン社のフェロル造船所で起工されたが、改設計後の2・3番艦の工事はカルタヘナで行われた。また「マルケス・デ・ラ・エンセナダ」は1981年10月2日に爆弾テロによって損傷し、「ロヘル・デ・ラウリア」から流用された部品によって修理された。この際、メロカCIWSや艦対空ミサイルの後日装備が検討されたが、これらは実現しなかった。またボイラーの問題により、就役の最終段階においては速力の制約があったとされている。